# Salzburg (tartomány)
Salzburg (németül Salzburger Land, hivatalosan Bundesland Salzburg) Ausztria egyik szövetségi tartománya. 7154,56 km2-es területével szomszédunk 6. legnagyobb tartománya, ezzel Ausztria teljes területének mintegy 8,52%-át adja. Illetve közel 562 ezer fős lakosságával pedig a 6. legnépesebb tartomány, ezzel Ausztria népességének 6,23%-ával rendelkezik, népsűrűsége bőven az országos átlag alatt van. 
Nyugatról Tirol és Németország, északról Felső-Ausztria, keletről Stájerország, míg délről Karintia és Kelet-Tirol határolja. Székhelye "Mozart városaként" , illetve "az Alpok Romájaként" is nevezett Salzburg, amely híres lenyűgöző barokk óvárosáról, amely az UNESCO Világörökség része, valamint Wolfgang Amadeus Mozart szülővárosaként ismert. Emellett a Hohensalzburg vára és a híres Salzburgi Ünnepi Játékok is világszerte vonzzák a látogatókat. De nevezetesebb települései közé tartozik Zell am See festői tóparti város, népszerű sí- és nyári üdülőhely, Bad Gastein a híres gyógyfürdőváros a Hohe Tauern hegységben, Hallein amely történelmi sóbányáiról ismert város a Salzach folyó mentén, illetve Sankt Johann im Pongau amely fontos turisztikai központ, különösen a téli sportok szerelmesei számára.
Ausztria nyugati részén helyezkedik el, és változatos földrajzi adottságokkal rendelkezik. Területének nagy részét az Alpok hegyvonulatai borítják, köztük a Hohe Tauern és a Tennengebirge. Itt található Ausztria legmagasabb hegye, a Großglockner (3798 m) is. A Salzach a tartomány fő vízfolyása, amely észak felé halad, és több völgyet is kialakított. A régióban számos tó található, például a Zeller See, amelyek népszerűek a turisták körében. Salzburg tartomány éghajlata alpesi jellegű, hűvös telekkel és csapadékos nyarakkal.
Története szorosan összefonódik a sóbányászattal, amely már a kelta időkben is jelentős volt, különösen Hallein térségében. A római korban Iuvavum néven fontos városként működött. A középkorban Salzburg érseki fejedelemséggé vált, és évszázadokon át független egyházi államként létezett. A 17-18. században a barokk kultúra virágzott, ekkor épültek a város ikonikus épületei. 1803-ban a fejedelemséget szekularizálták, majd 1816-ban végleg Ausztria részévé vált. A 20. században Salzburg stratégiai szerepet játszott a második világháború alatt, később pedig a turizmus egyik központjává fejlődött, különösen a Salzburgi Ünnepi Játékok és a téli sportok révén.

## Nevének eredete

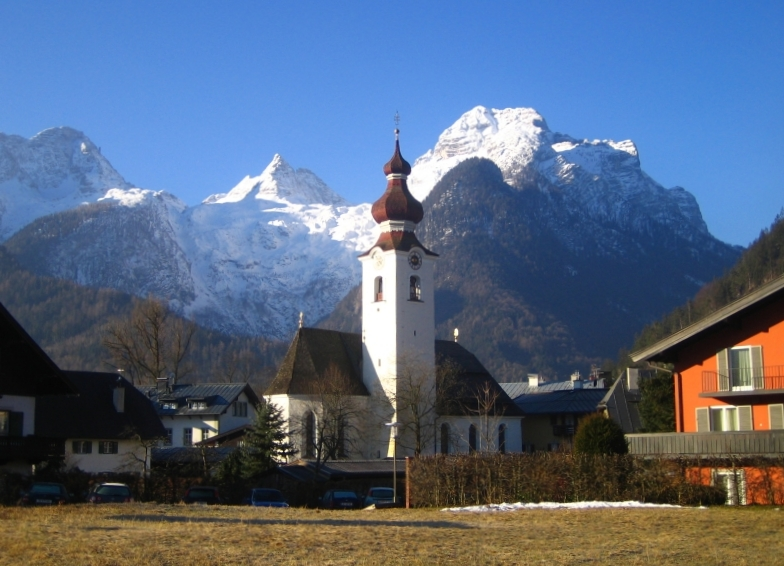
Lofer

A tartomány nevét székhelye után kapta, a német "Salzburg" szóból származik, amely szó szerint "sóvárat" jelent. Ez a név először 755-ben jelent meg írásos formában. A név eredete a Salzach folyón szállított sóra utal, amely fontos kereskedelmi árucikk volt a középkorban. A "burg" utótag pedig erődítményt vagy várat jelent, utalva a város védelmi létesítményeire. A sókereskedelem jelentős szerepet játszott a régió gazdasági fejlődésében, és a név ezt a történelmi jelentőséget tükrözi.

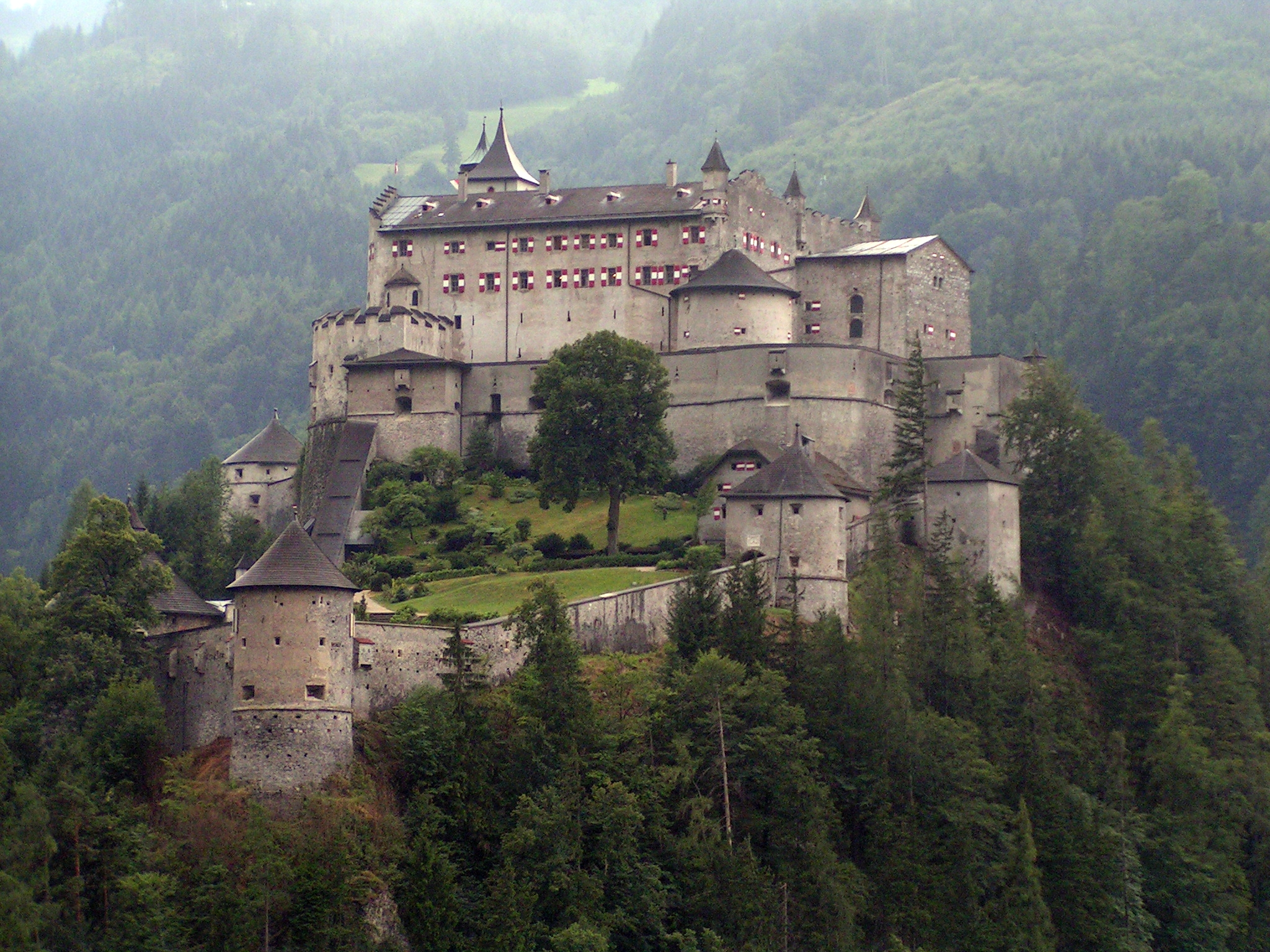
Hohenwerfen vára

## Földrajza
Salzburg tartomány Ausztria szívében, a Keleti-Alpok északi oldalán található. Közvetlen szomszédai: Felső-Ausztria, Stájerország, Karintia, Tirol valamint a Németországhoz tartozó Bajorország. Területe 7154 km², legmagasabb pontja a 3674 m magas Großvenediger. Domborzata főként magas hegyvonulatokból és a folyók, gleccserek vájta völgyekből áll. Salzburg és környéke (Flachgau) az Alpok északi alacsonyabb dombjain terül el, melynek átlagos magassága 500 méter alatt van.
2000 méternél magasabb hegységei: Magas-Tauern, Alacsony-Tauern, Tennengebirge, Dachstein, Hochkönig, Steinernes Meer, Leoganger Steinberge, Loferer Steinberge és a Kitzbüheli-Alpok.
Legfontosabb folyója a Salzach. Mellékfolyói: a Saalach és a Gasteiner Ache. Salzburg tartományban ered az Enns is. Hegyei között 185 kisebb-nagyobb tó húzódik.

### Fontosabb tavai
- Wolfgangsee
- Mattsee
- Wallersee
- Zeller See

## Története
Az őskőkorszak óta lakott terület. A Vigaunban talált régészeti leletek alapján Salzburg környéke 40 000 esztendős múltra tekint vissza. Ekkor ért véget a jégkorszak, mely lehetővé tette a letelepedést. Az újkőkorszak újabb klimatikus változásai eredményeként az egész környék lakott területté válhatott. Ebben az időben kezdődött meg a sókitermelés.
Az i. e. 5. században a kelták telepedtek le a vidéken. Tőlük származik a város legrégibb neve: Iuvavum. A rómaiak alatt Iuvavum Noricum Ripense provincia egyik közigazgatási egysége volt. Az i. sz. 6. századtól a Bajor Hercegséghez tartozott. Salzburgi Szent Rupert adta a település Salzburg nevét a környék sóbányáiról. Szent Bonifác 739-ben püspökséget alapított Salzburgban, amelyet 798-ban érsekséggé emeltek.
Salzburg függetlensége az 1275-ös esztendővel kezdődött, amikor a bajor herceg elismerte a terület határait. 1328-ban vált – a Német-római Birodalmon belül – véglegesen önálló állammá.
A 16. században nem csak a sóbányászatnak, hanem az aranybányászatnak is jelentős szerepe volt. A Gasteinertal bányái Közép-Európa legnagyobb aranymennyiségét termelték ki. 1731/32-ben 20 000 salzburgi protestánst űzött el Leopold Anton von Firmian gróf.
1803-ban az ország a toszkánai III. Ferdinánd, 1805-ben pedig Berchtesgadennel együtt a Habsburgok kezére került. 1810-ben Bajorországhoz, az 1816-os bécsi kongresszust követően ismét az Habsburg Birodalomhoz csatolták. 1918-ban az Osztrák Köztársaság szövetségi tartománya lett.Mivel Ausztria az anschluss áldozatává vált ezért Salzburg tartományt is beolvasztották Németországba és így ez a tartomány is Ostmark része lett. A háború vége felé Német kézen volt még a fegyverletétel után is.1945 után a szövetségesek“ feldarabolták” Ausztria tartományait így Salzburg tartomány amerikai övezetben volt 10 évig amíg egy orosz amerikai tanácskozás után Ausztriát semleges államként jelentették be így Ausztria a saját Útját járja mind a mai napig.

## Közlekedése
Salzburg tartomány fontos csomópont Ausztrián és Közép-Európán belül egyaránt. Kedvező fekvése révén nemzetközi autóutak és vasúti fővonalak haladnak át területén.

### Közút
Salzburgot átszeli a Bécsből Münchenbe tartó A1-es autópálya, valamint innen indul Villach és Szlovénia irányába az A10-es Tauernautobahn. A legtöbb település kiváló minőségű autóúton érhető el.
A Großglockner felé vezető hegyi úton külön útdíjat kell fizetni. Szintén fizetni kell a Karintiába vezető valamennyi úton, a Felbertauern és az A10-es autópálya Tauerntunnel alagútjában. Böcksteinnél vasúton szállítják át az autókat a Magas-Tauern hegyláncai alatt a karintiai Mallnitzba.
Főutak:
- 1 Salzburg – Straßwalchen (- Linz)
- 99 Bischofshofen – Radstadt – Obertauern
- 158 Salzburg – Bad Ischl
- 159 Salzburg – Hallein – Bischofshofen
- 167 Lend – Bad Hofgastein – Bad Gastein
- 168 Zell am See – Mittersill
- 311 Bischofshofen – Sankt Johann im Pongau – Lend – Zell am See – Lofer

### Vasút
A domborzati viszonyok meglehetősen megnehezítették a vasútépítést a tartományban, ezért a vonalak száma nem jelentős. Közvetlen IC-vonatok közlekednek Salzburgból Bad Gastein-en át Villachba és Radstadt-on át Grazba. A Bécsből Innsbruck felé tartó InterCity-k csak Salzburgot érintik, majd ezután elhagyják Ausztria területét és csak Kufstein-nél lépnek vissza. Salzburg város környékén az ÖBB ütemes elővárosi közlekedést rendszeresített. A 220-as és 250-es vonalon a személyvonatok helyett jelenleg autóbuszok közlekednek.
Vasútvonalak:
- 101 Salzburg – Straßwalchen – Linz
- 200 Salzburg – Bischofshofen – Schwarzach-St. Veit – Saalfelden – Innsbruck
- 220 Schwarzach-St. Veit – Bad Gastein – Villach
- 230 Zell am See – Krimml (keskenynyomközű)
- 250 Bischofshofen – Radstadt – Graz

### Autóbusz
A tartomány legtöbb településén az autóbusz az egyetlen tömegközlekedési eszköz. A járműveket általában az ÖBB-Postbus üzemelteti.

### Repülő
Salzburg nemzetközi repülőtérrel is rendelkezik. A Wolfgang Amadeus Mozart nevét viselő maxglani repülőtérről Bécsbe, Németországba, az Egyesült Királyságba és a Kanári-szigetekre indulnak járatok.

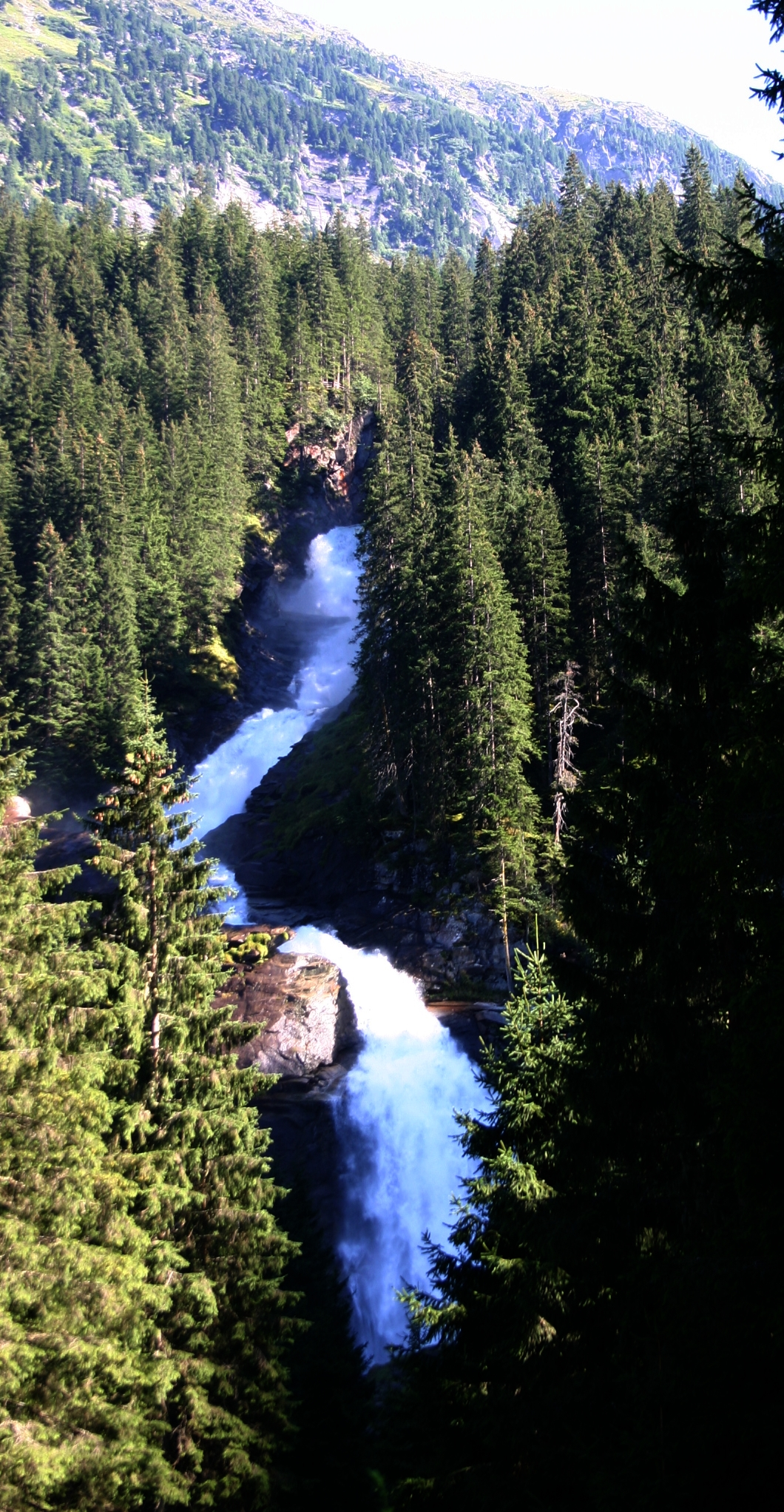
A Krimmli vízesés Ausztria legnagyobb zuhataga

## Közigazgatása
Salzburg tartományban összesen 119 lakott település található, melyből 10 darab városi rangot visel. 

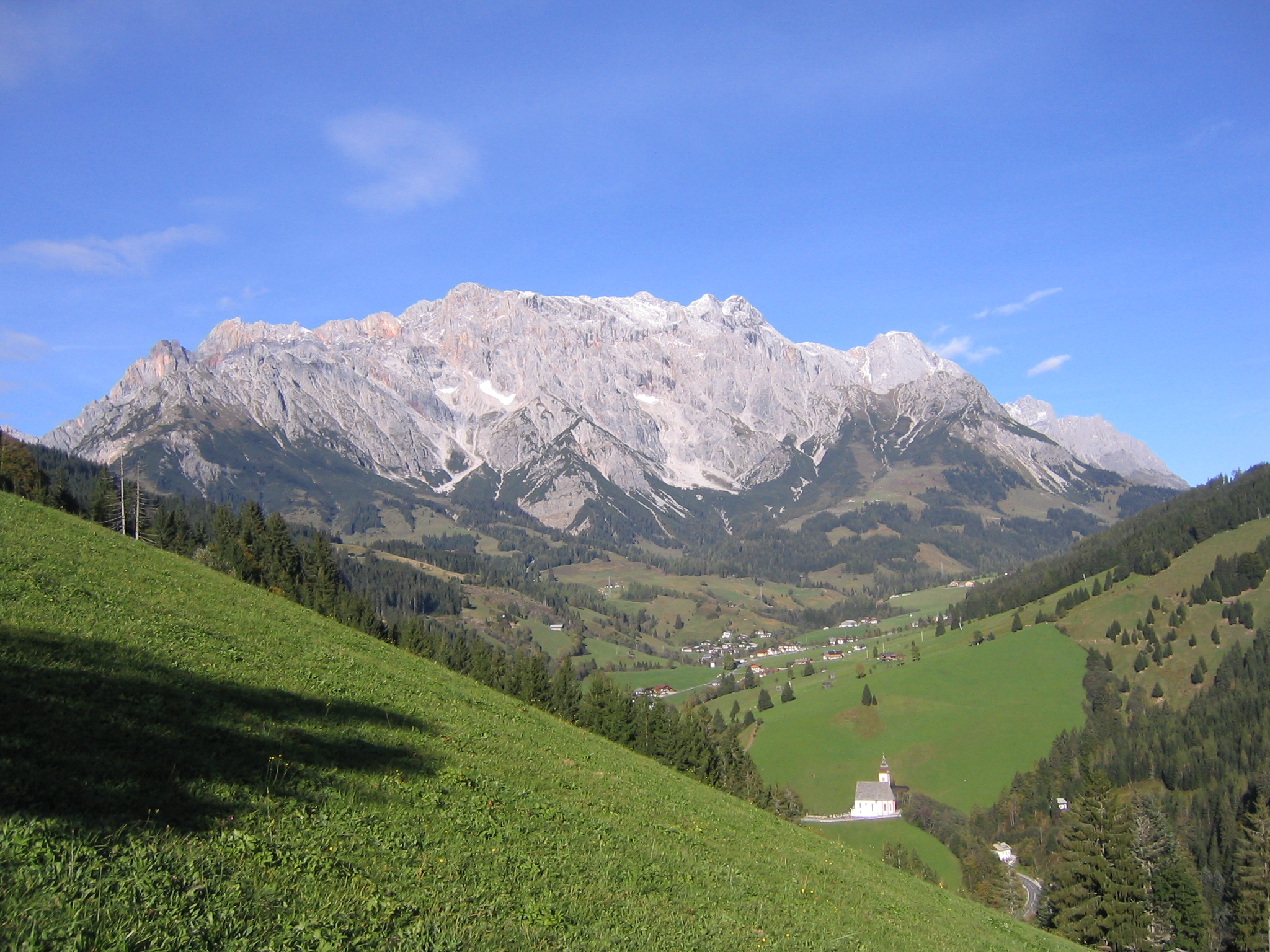
A Hochkönig

- Salzburg-Stadt (Tartományi székhely – autójel: S)
- Bezirk Salzburg-Umgebung (Flachgau – autójel: SL)
- Halleini járás (Tennengau – autójel: HA)
- Sankt Johann im Pongau járás (Pongau – autójel: JO)
- Zell am See-i járás (Pinzgau – autójel: ZE)
- Tamsweg kerület (Lungau – autójel: TA)

### Városok
- Salzburg (150 269)
- Hallein (18 399)
- Saalfelden am Steinernen Meer (15 093)
- Sankt Johann im Pongau (10 259)
- Bischofshofen (10 087)
- Zell am See (9638)
- Seekirchen am Wallersee (9443)
- Mittersill (5490)
- Oberndorf bei Salzburg (5431)
- Neumarkt am Wallersee (5420)
- Radstadt (4710)

## Turizmus

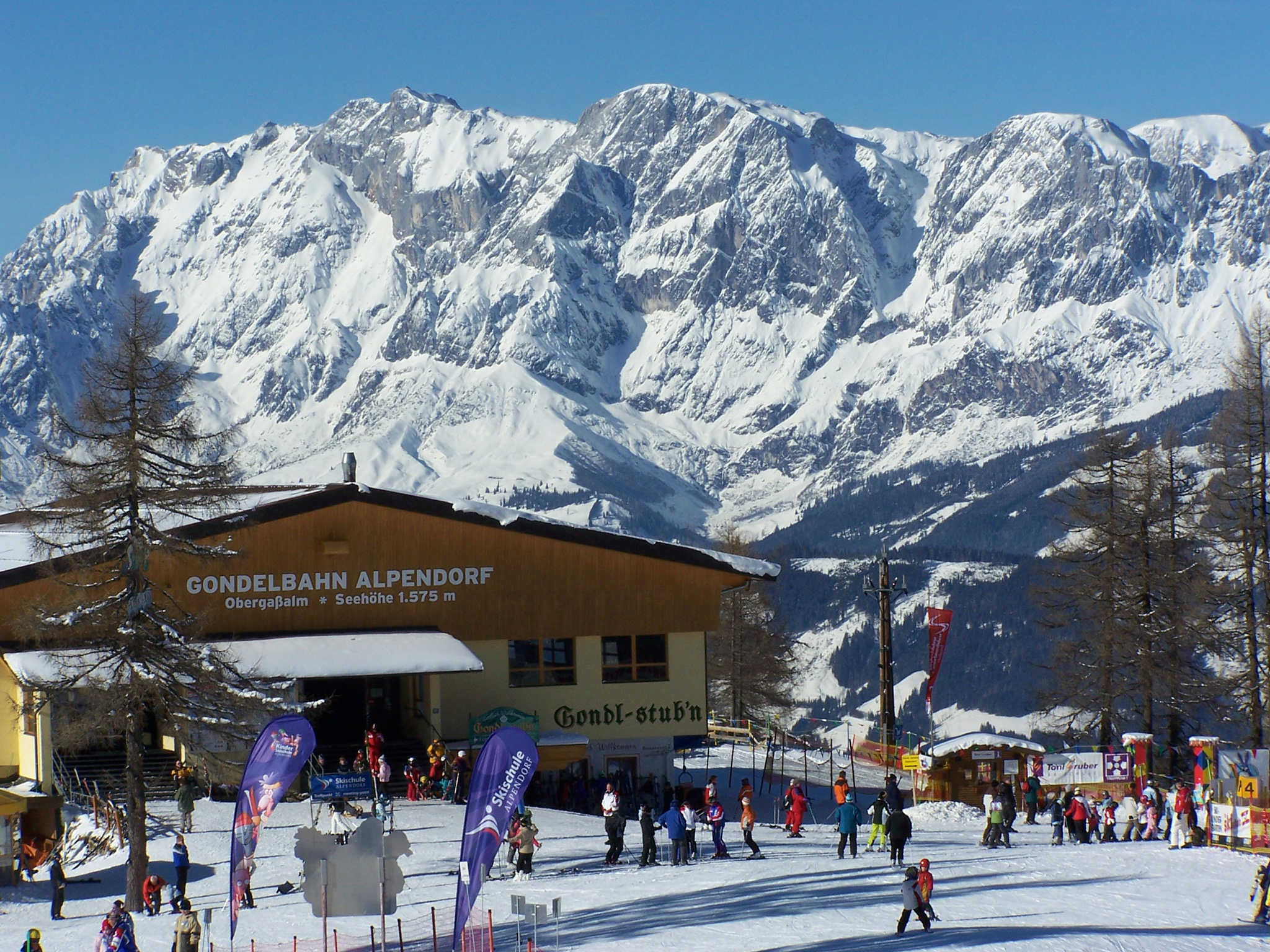
Az alpendorfi síterep a Sportwelt Amadé síparadicsomban, háttérben a Hochkönig

A tartomány kimeríthetetlen programlehetőségekkel várja az idelátogató turistákat. Számos kiváló sítereppel rendelkezik. Bad Gastein és Bad Hofgastein gyógyfürdői világhírűek. Sóbányái évszázados múltra tekintenek vissza. A Werfen fölötti meredek hegyoldalban rejtőzik az Eisriesenwelt, Európa legnagyobb jégbarlangja. Kiemelt látnivaló a Krimmli vízesés és a Sankt Johann im Pongauban található Liechtensteinklamm. A Sigmund-Thun-szurdok ismert kirándulóhely.

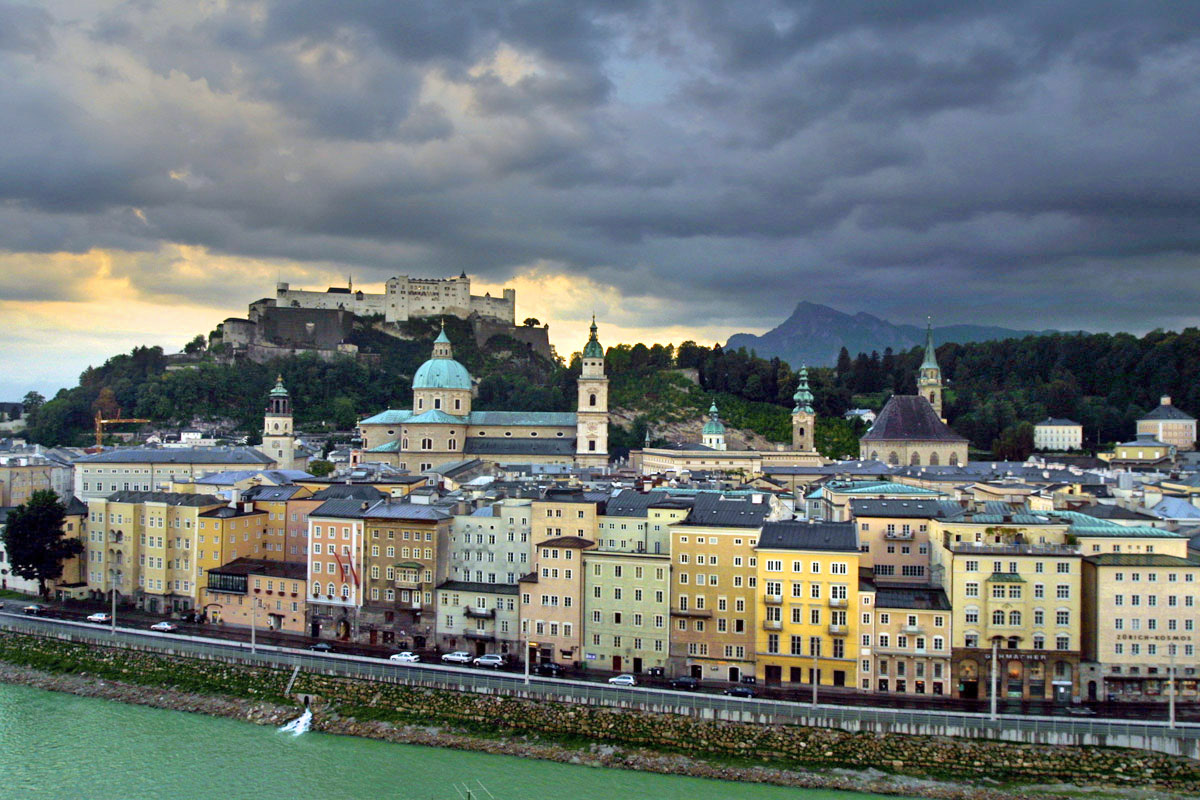
A salzburgi óváros

Csodálatos hegységeiben (Magas-Tauern, Tennengebirge, Hochkönig, Loferer Steinberge) az igazi érintetlen alpesi természet várja a hegyek szerelmeseit.

### Turisztikai adatok
- Turisztikai régió: 21 db
- Vendégágyak száma: 192 000 db
- Túraútvonalak: 7200 km
- Bauernhof: 1800
- Nemzeti park: 1 db
- Jelzett kerékpárút: 2000 km
- Mountainbike-útvonal: 3000 km
- Golfpálya: 13 db
- Sípályák hossza: 1700 km
- Sífutópályák hossza: 2220 km
- Kivilágított sípályák: 14 db
- Téli túraútvonalak hossza: 2,500 km

### Síterepek
- Sportwelt Amadé (Sankt Johann im Pongau, Flachau, Zauchensee, Wagrain)
- Hochkönig Winterreich (Dienten am Hochkönig, Maria Alm)
- Europasportregion (Kaprun, Zell am See)
- Saalbach Hinterglemm
- Obertauern
- Gasteinertal (Bad Gastein, Bad Hofgastein, Dorfgastein)
- Wildkogel Arena (Neukirchen am Großvenediger)
- Werfenweng
- Lofer

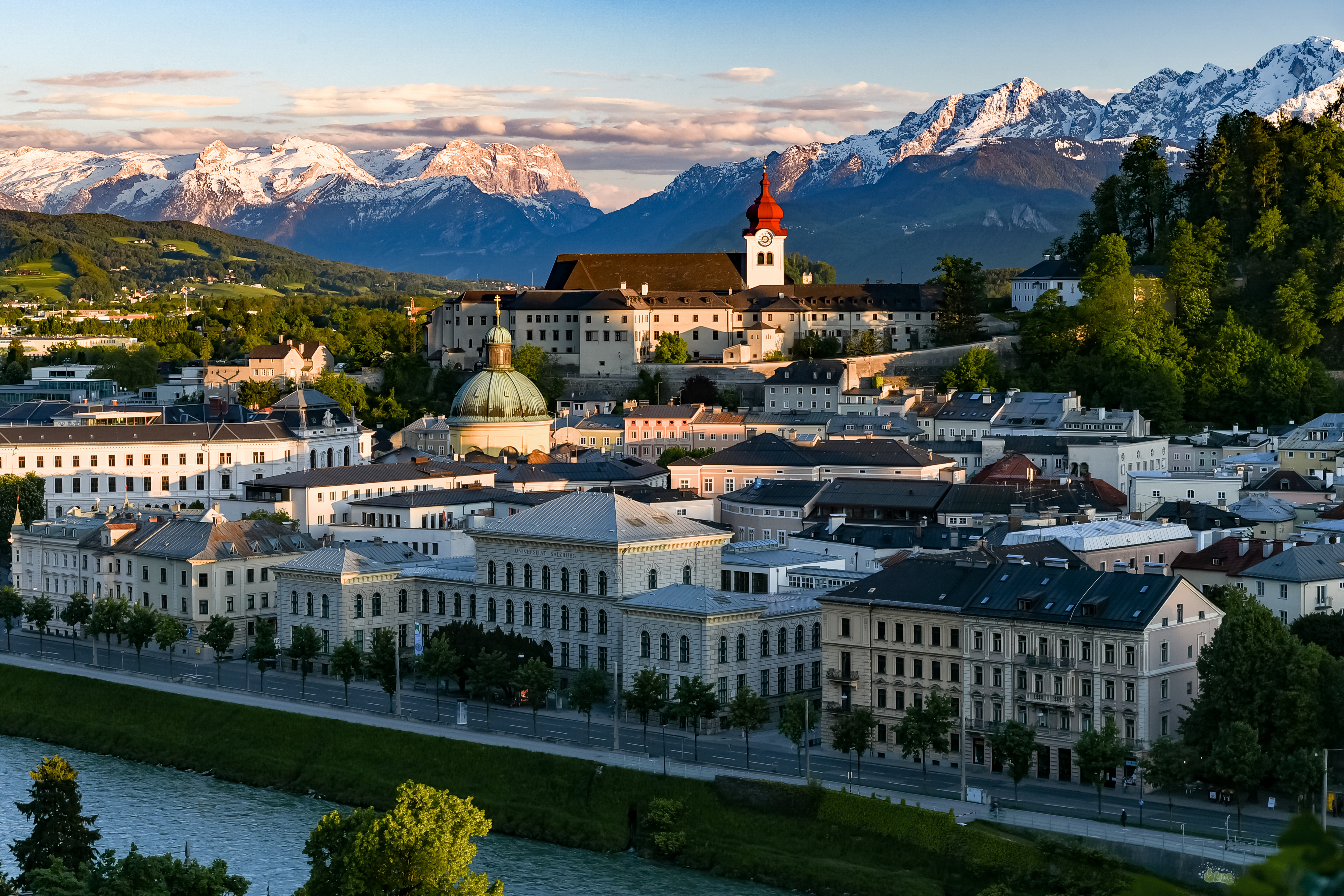
Salzburg, a székhely
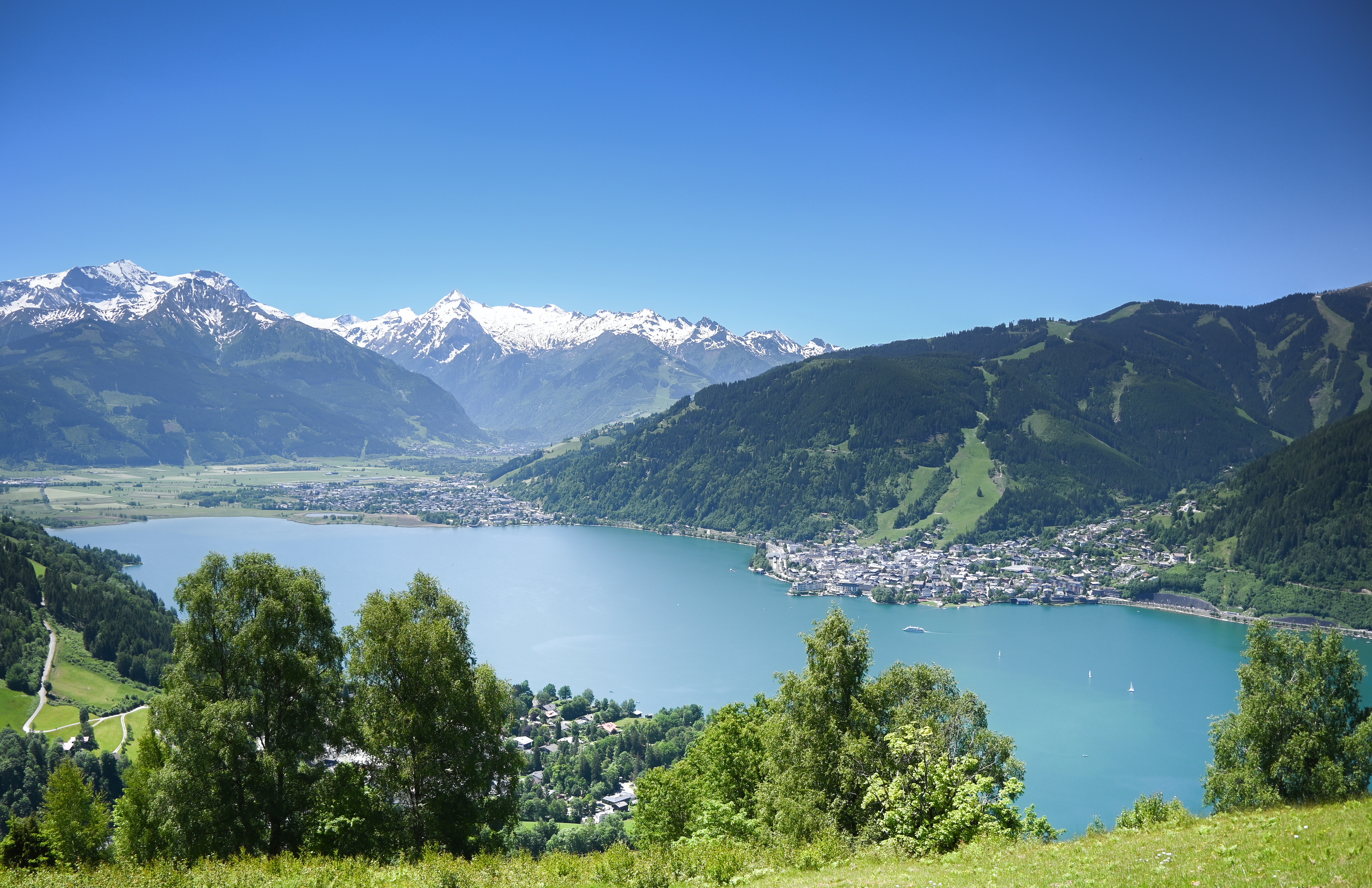
A Zeller See alpesi tava
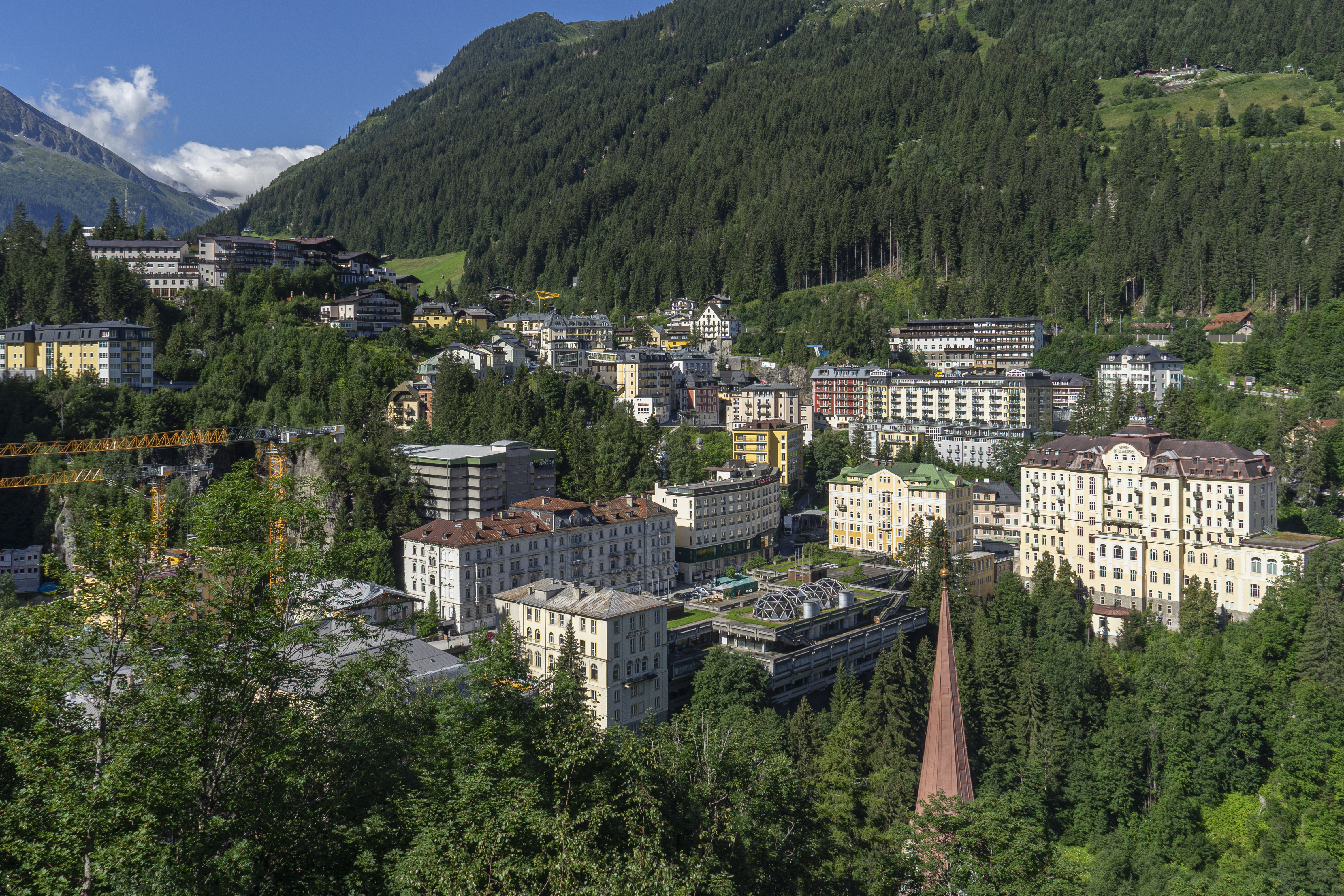
Bad Gastein látképe
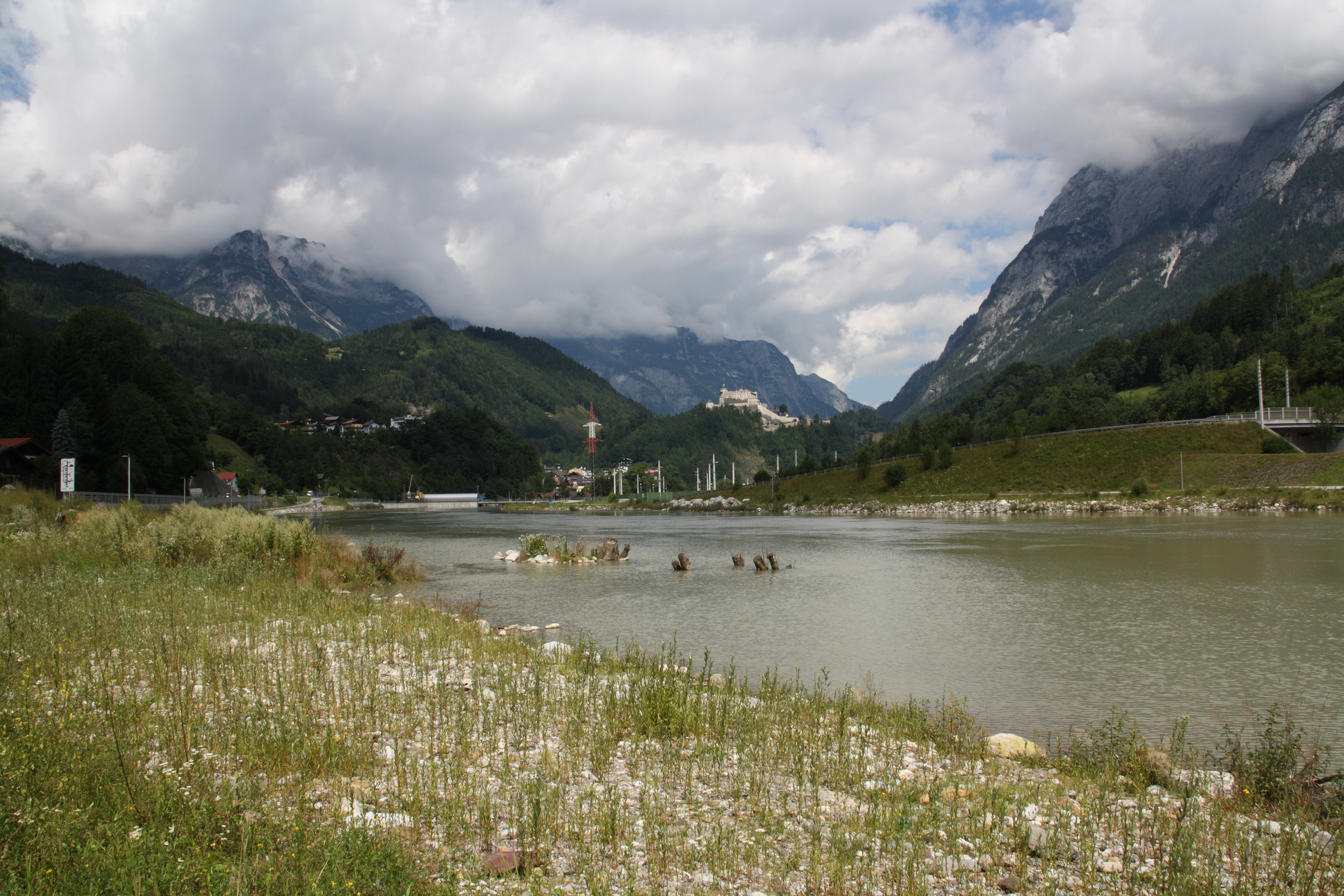
A tartomány fő folyójaként szolgáló Salzach
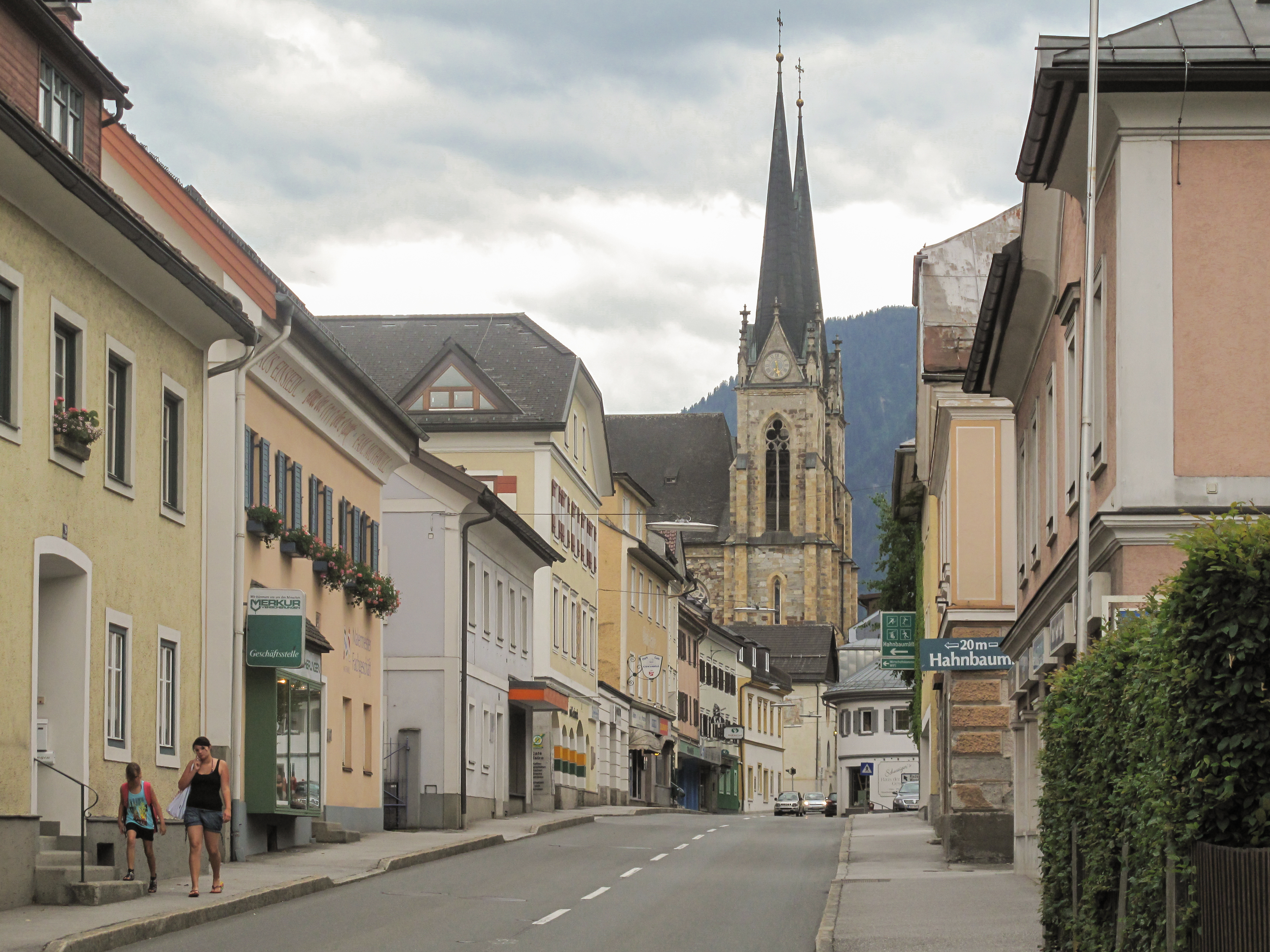
Sankt Johann im Pongau történelmi belvárosa

## Politika
Mint minden osztrák szövetségi tartomány Salzburg is rendelkezik önálló parlamenttel (Salzburger Landtag), kormánnyal és kormányzóval (Landeshauptmann/frau). A második világháború befejezését követően valamennyi kormányzó az Osztrák Néppárt (ÖVP) soraiból került ki. 2004-ben első alkalommal választottak Gabriele Burgstaller személyében szocialista (SPÖ) elöljárót, de 2013-ban a salzburgi spekulációs botrány után ismét az ÖVP jelöltjét ifj. Wilfried Haslauer választották tartományfőnöknek, majd 2018-ban újraválasztották. Haslauer édesapja id. Wilfried Haslauer maga is Salzburg tartományfőnöke volt 1977-1989. között. A tartományt jelenleg a Néppárt a Zöldekkel (die Grünen) és a liberális NEOS-al alkotott koalíciója kormányozza.

## Tartományi ünnepek
- Szent Rupert (Hl. Rupert), a tartomány védőszentje - szeptember 24.

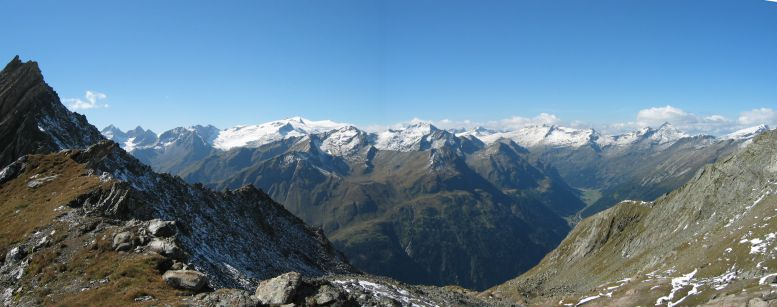
A Magas-Tauern látképe a Großvenediger-csoporttal

## Külső hivatkozások
- Salzburg tartomány hivatalos honlapja
- Földrajzi információk
- Salzburger Land Tourismus
- Salzburg szoba reggelivel es apartments
- Nyaralás Salzburg tartományban Archiválva 2007. október 11-i dátummal a Wayback Machine-ben – útibeszámoló
- Salzburg tartomány.lap.hu - linkgyűjtemény